# Paul Dassault
Darius Paul Dassault właśc. Darius Paul Bloch (ur. 13 stycznia 1882 w Paryżu, zm. 3 maja 1969 tamże) – generał armii Francuskich Sił Zbrojnych.

## Życiorys
W 1901 ukończył École polytechnique. Został oficerem francuskiej armii. 20 marca 1933 mianowany generałem brygady, 23 marca 1936 generałem dywizji, 19 grudnia 1938 generałem porucznikiem.
Podczas II wojny światowej służył w armii do 1942, po czym został przeniesiony w stan spoczynku. Później działał we francuskim ruchu oporu. Używał pseudonimów „Rapp” i „Chardasso”. Po wyzwoleniu Francji w 1944 został mianowany wojskowym gubernatorem stolicy. Od 1944 do 1954 był wielkim kanclerzem Legii Honorowej. Swój pseudonim „Dassault” z okresu ruchu oporu po wojnie przyjął za swoje nazwisko. 31 grudnia 1947 mianowany generałem armii.
Miał brata Marcela (1892-1986), konstruktora lotniczego, który w 1949 także zmienił nazwisko na Dassault.

## Odznaczenia
- Krzyż Wielki Legii Honorowej (29 czerwca 1946)
- Wielki Oficer Legii Honorowej (17 maja 1945)
- Komandor Legii Honorowej (27 grudnia 1934)
- Oficer Legii Honorowej (4 lutego 1921)
- Kawaler Legii Honorowej (16 grudnia 1916)
- Medal Wojskowy (27 czerwca 1951)
- Krzyż Wojenny 1914-1918 z trzema palmami i trzema gwiazdkami
- Krzyż Wojenny 1939-1945
- Médaille de la Résistance
- Medal Zwycięstwa 1914–1918
- Medal Pamiątkowy Wielkiej Wojny
- Kawaler Orderu Leopolda – Belgia
- Krzyż Wojenny 1914–1918 – Belgia
- Krzyż Wielki Orderu Odrodzenia Polski – Polska (12 listopada 1946)[1]
- Krzyż Komandorski z Gwiazdą Orderu Odrodzenia Polski – Polska (16 lipca 1946)[2]